# Liste von Hochschullehrern an der Universität Aalborg
Liste von Hochschullehrern an der Universität Aalborg (Aalborg Universitet).
- Johannes Andersen (Sozialwissenschaftler)[1]
- Jørgen Goul Andersen[2]
- Tem Frank Andersen Kommunikationswissenschaftler und Psychologe[3]
- Erik Bach, dänischer Komponist und Musiklehrer, heute Direktor des Det Danske Institut for Videnskab og Kunst i Rom
- Louis Becker (* 1962), dänischer Architekt[4]
- Erik Berg Schmidt, Mediziner[5]
- Frede Blaabjerg[6]
- Svend Brinkmann[7]
- Adrian Carter[8]
- Jesper deClaville Christiansen, Ingenieur[9]
- Lone Dybkjær, dänische Politikerin[10]
- Stig Enemark, dänischer Landschaftsplaner[11]
- Bent Flyvbjerg (* 1952), dänischer Sozialwissenschaftler[12]
- Morten Frisch, Mediziner[13]
- Lars Graugaard (* 1957), Komponist und Flötist - Esbjerg[14]
- Marianne Holdgaard (* 1966), dänische Professorin für Familien und Arbeitsrecht[15]
- Claus Haagen Jensen, Sozialwissenschaftler[16]
- Arnulf Kolstad, Sozialpsychologe[17]
- Finn Kjærsdam[18]
- Lars Bo Langsted, dänischer Jura-Professor[19]
- Henrik Lund (Ingenieurwissenschaftler)[20]
- Brian Vad Mathiesen[21]
- Mogens Ove Madsen, dänischer Politiker und Lektor[22]
- Peter Øhrstrøm, Kommunikationswissenschaftler[23]
- Anders Ørgaard, Jurist[24]
- Mike Sandbothe (* 1961), deutscher Philosoph und Intellektueller[25][26]
- Henrik Schärfe, dänischer Professor für Kommunikationswissenschaften[27]
- Hege Skjeie, norwegische Politikerin, Gleichstellungsbeauftragte der norwegischen Regierung[28]
- Birte Siim, Kulturwissenschaftlerin[29]
- Jakob Stoustrup[30]
- Jörgen Weibull (Historiker), schwedischer Historiker[31]
- Thomas Kastrup-Larsen, heute Bürgermeister von Aalborg